# Historiografia medieval
La historiografia medieval és aquella historiografia referent a l'edat mitjana, és a dir, els escrits i pensaments associats a la visió i estudi d'aquest període històric per part dels cronistes coetanis o els investigadors posteriors.
El terme historiografia fa referència a la forma en què la història és escrita per l'ésser humà en un determinat moment i espai.
Els historiadors medievals europeus clau van viure al segle xii i els seus voltants:
- Suger, autor francès, escriví la biografia del rei Lluís VI de França (mort el 1137).
- Maestro Vicentio, bisbe polonès de Cracòvia, treballà per al rei Casimir II el Just (mort el 1194).
- Snorri Sturluson, autor noruec, va escriure la Heimskringla pel 1230.
- Geoffrey de Monmouth, autor gal·lès, va escriure sobre els reis bretons.
- Saxo Grammaticus, autor danès, va escriure els Fets dels danesos treballant per a un rei.

Les obres d'aquests autors es caracteritzen comunament per la mostra d'orgull exacerbat respecte el propi poble, especialment a nivell militar, i la caracterització del rei com a personificació del seu poble.

## Historiografia vista des del postmodernisme
Amb l'arribada del postmodernisme, l'anàlisi tradicional dels textos de la historiografia medieval des d'una perspectiva racionalista i positivista deixa entreveure buits, davant d'un tractament més ampli de les cròniques medievals.
Des d'aquesta perspectiva, la història i la literatura s'entrellacen amb l'objectiu d'analitzar els textos i trobar les dimensions literàries, socials i polítiques de l'època.
El postmodernisme, abanderat per Jean-François Lyotard, vol trencar amb la tradició. Aquest postmodernisme la historiografia literària medieval, vol trencar amb el simple estudi científic de l'edat mitjana a través d'aquests textos, per passar a aplicar les idees de l'època medieval a les respectives situacions socials actuals.
Els textos medievals deixen de ser considerats com a documents associats a una època determinada, per passar a ser testimonis de l'època en què van ser elaborats. El seu estudi s'obre a noves corrents epistemològiques provinents de l'antropologia, la lingüística i la sociologia. L'objectiu és considerar la creació literària com una narració històrica i com a intermediari entre el present, des del qual s'analitza, i el passat, al que es fa referència. És a dir, des del present s'ha d'aspirar a fer una lectura on es puguin visualitzar aspectes històrics, lingüístics, antropològics i socials. El contingut històric i la forma literària es troben fusionats en el text medieval.

## Visió antropològica de R. Howard Bloch
És possible que l'estudi de Robert Howard Bloch esdevingui el canvi més radical a l'hora d'analitzar i comprendre els textos literaris de llengües romàniques dels segles xii i xiii, amb la conjunció de la reflexió antropològica i l'anàlisi literària quan afirma el següent:
"The anthropological dream of wedding the laws of kinship to those of language is thus historically realized in the so-called high culture of the Middle Age."

"Les lleis que van regular l'organització familiar són idèntiques a les que sustenten el discurs sobre el llenguatge".
Segons els estudis de Bloch, al principi de l'Edat Mitjana, la paraula era considerada idèntica a la cosa que designava. És a dir, els noms eren imatges de les coses. Aquests eren els principis de la gramàtica d'abans del segle xii.
Però a principis del segle xii sorgeix una nova orientació del pensament, on la teoria lingüística es correspon amb l'organització de la família. A la societat de principis del segle xii preval el concepte de llinatge. Amb aquest nou gènere històric que apareix cap a la meitat del segle xii a Europa, s'intenta consolidar el poder monàrquic a través de la transmissió dinàstica i hereditària, donant importància a la genealogia.
Amb les genealogies s'intenta apropar el passat i el present, amb una continuïtat històrica transmesa de generació en generació. I si aquestes genealogies no existeixen o s'han perdut, es creen, fent sorgir d'aquesta forma avantpassats gloriosos o personatges llegendaris, com és el cas de Don Pelai a Castella, o de Guifré el Pilós a Catalunya.
Així doncs, el gènere èpic es formarà com a vehicle d'una aristocràcia laica que vol continuar com a llinatge. En aquest punt, Bloch identifica l'aparició de termes retòrics que qualificarà com a metonímica.
Seguint el transcurs del temps, apareixerà una nova forma literària que, amb una nova teoria lingüística, substituirà l'etimologia i el llinatge per un nou gènere: la cansó provenzal o la chanson francesa. S'introdueix la metàfora, provocant una ruptura amb la gramàtica etimològica. Les genealogies han perdut la seva força, donant importància a les gestes militars i a les conquestes. El canvi social es reflecteix al text medieval. Com a exemple tenim les Quatre Grans Cròniques de Jaume I el Conqueridor, on es narra una gran epopeia de les campanyes militars de l'expansió catalano-aragonesa enfront dels musulmans. En aquests tipus de relats no es tenen en consideració ni les genealogies ni els fundadors de la dinastia.
Finalment, una vegada que analitza la poesia lírica amb la gramàtica metafòrica, i l'èpica en relació amb el llinatge, Bloch observa que sorgeix una necessitat de trobar una nova organització familiar, i que aquesta nova organització torna a estar reflectida a la literatura. Aquest nou model familiar és la família com a unitat conjugal i el valor del matrimoni com a sagrament. Bloch analitza les relacions entre la gramàtica, la unitat conjugal i el roman courtois, arribant a la conclusió que en aquest text, la preocupació pel matrimoni substitueix al llinatge de l'èpica, o a les gestes de les chansons.
Amb l'arribada de la prosa, la recerca del pare passa a un primer pla, i Bloch proposa l'aproximació al "corpus" del Grail com una forma de recuperar el llinatge (al pare), unit a la impossibilitat d'aconseguir-lo:
"The attempt to return to the Grail Castle becomes, then, en attempt to relocate and thus to restore the integrity of lineage that is from the beginning unrecognizable fragmented, and the same time, to restore a lost plenitude of meaning situated beyond signs. In the quest for union with the lost father lies the wish to unite the signifier with its signified."
Etymologies and Genealogies. A literary Anthropologies of the French Middle Age, Chicago. The University of Chicago Press, 1938. Pag.206.
Es visualitzen en tots aquests canvis de la historiografia durant els segles xii i xiii que les transformacions literàries estan relacionades amb els canvis socials i politics de l'època.

## La recepció dels textos des d'horitzons d'expectatives diferents
A través de l'estudi literari antropològic de R. Howard Bloch, es veu com es va configurant una nova teoria de gèneres. Els textos històrics són producte d'una societat, de tal forma que no tan sols són el reflex d'una realitat històrica, sinó que constitueixen la realitat històrica.
Seguint aquestes pautes, es podria arribar a la teoria de com poden ser assimilats aquests textos del passat per un lector de l'època actual.
Robert Hans Jauss afirma que el problema de la recepció present d'una obra del passat s'aborda des del present. La reconstrucció de l'horitzó d'expectatives de l'obra quan va ser creada i va ser llegida per primer cop, ofereix en l'actualitat la possibilitat de fer preguntes que ja van ser respostes en el seu temps, sense que el lector actual hagi de donar les mateixes respostes, ja que aquest lector té un horitzó d'expectatives diferent. Es produeix una fusió d'horitzons,fusió entre experiències passades que estan expressades al text i l'interès aportat pel lector. A aquests dos horitzons Jauss afegeix un tercer horitzó, l'horitzó del món de la vida, on convergeixen els interessos, les necessitats i experiències que condicionen les circumstàncies vitals.
L'essencial en aquest cas, diu Jauss, és la funció social d'aquest text, de la literatura. I aquesta funció social es dona quan la recepció del lector entra en l'horitzó d'expectatives de la seva praxis vital, és a dir, de la seva activitat pràctica quotidiana, vinculant així la funció social de la literatura i produint un efecte en el comportament social.

## Eficàcia legitimadora de la historiografia
D'aquesta forma, tenint en compte la teoria antropològica de R. Howard Bloch i la teoria de l'estètica de la recepció de R. Hans Jauss, es pot arribar al postulat postmodernista que dona les claus de l'eficàcia legitimadora de la historiografia medieval, aconseguint apropar un passat llunyà i gloriós a un present que s'està consolidant.
Una anàlisi adequada dels textos medievals pot permetre un millor coneixement de la societat medieval, així com una millor comprensió dels mecanismes de creació de la literatura al llarg de totes les èpoques, des de l'època medieval fins a l'època moderna.